# Andra slaget vid Ypern
Andra slaget vid Ypern var ett slag som utspelades mellan den 22 april och den 25 maj 1915 under första världskriget om staden Ypern i Belgien. Det här var första gången Tyskland använde giftgas i stor skala på Västfronten under kriget och första gången en tidigare kolonial styrka (kanadensare) tryckte tillbaka en europeisk stormakt (tyskar) på europeisk jord. Tyskland bestämde sig för en stor offensiv, den enda detta året från tysk sida, och inledde detta med ett nytt hemskt vapen - klorgas. Tyskarna släppte ut gas ur 5 730 gasbehållare mot fransk-algeriska soldater den 22 april och hade sedan vissa framgångar, men dåligt med reserver och rädsla för att komma för nära gasen gjorde att tyskarnas bästa chans detta år gick till spillo. Vad tyskarna erövrade fick de behålla, men någon större genombrytning var det inte fråga om. Gasanfallet var en fruktansvärd upplevelse för de allierade. Det var första gången som kemiska stridsmedel i modern form, industriellt framställda och insatta i stor skala, kom till användning.
Senare kom kanadensiska soldater på att gasen var vattenlöslig, och genom att dränka in tygstycken med vatten eller i vissa fall egen urin, och hålla för näsa och mun, lyckades dessa att konstruera de första gasmaskerna. Resultat blev att de allierades linje blev lite förflyttad, men inget som påverkade i övrigt. Slaget mattades ut och betraktas som över den 25 maj. 58 000 man på den allierade sidan och 38 000 tyska stupade i detta slag.